# Дате Хаято
Хаято Дате (яп. 伊達 勇登; нар. 22 травня 1962) — японський режисер аніме і кінофільмів.

## Основні роботи
Серед найвідоміших робіт Хаято Дате як режисера — аніме «Підземелля Токіо», «Принцеса-вампір Мію» і «Ультрамарин Магмелл». Але найбільш відомий він як режисер аніме-серіалу «Наруто», що є екранізацією однойменної манги Масаші Кішімото.